# Редіу (Клуж)
Редіу (рум. Rediu) — село у повіті Клуж в Румунії. Входить до складу комуни Айтон.
Село розташоване на відстані 312 км на північний захід від Бухареста, 12 км на південний схід від Клуж-Напоки.

## Населення
За даними перепису населення 2002 року у селі проживали 611 осіб.
Національний склад населення села:
| Національність | Кількість осіб | Відсоток |
| -------------- | -------------- | -------- |
| румуни         | 595            | 97,4%    |
| угорці         | 16             | 2,6%     |

Рідною мовою назвали:
| Мова      | Кількість осіб | Відсоток |
| --------- | -------------- | -------- |
| румунська | 604            | 98,9%    |
| угорська  | 7              | 1,1%     |